# Bharat Biotech
Bharat Biotech è un'azienda indiana che opera nel campo delle biotecnologie. Fondata nel 1996 con sede a Hyderabad in India, è attiva principalmente nello sviluppo e la creazione di farmaci, produzione di vaccini, prodotti farmaceutici e per la cura della salute. 
Nell'aprile 2020 la società ha iniziato una collaborazione con la società statunitense FluGen e l'Università del Wisconsin-Madison per sviluppare un vaccino contro il COVID-19.
Il 29 giugno 2020 la società ha ottenuto il permesso di condurre studi clinici di Fase 1 e Fase 2 in India per un vaccino contro il COVID-19 chiamato Covaxin dal Drugs Controller General of India.